# 에티엔 에미션
에티엔 에드몽 에미션(Étienne Edmond Œhmichen, 1884년 10월 15일~1955년 7월 10일)은 프랑스의 공학자이다. 1922년 역사상 처음으로 안정적 비행이 가능한 유인 헬리콥터로 간주되는 멀티콥터 'Oehmichen No.2'(에미션 2호기)를 개발해 공중에 띄웠으며 이후 1924년 세계 최초로 1km 헬리콥터 순회비행에 성공하였다.
그외에도 1917년 최초로 초당 1,000 프레임 촬영이 가능한 스트로보스코프(Stroboscope) 섬광촬영장치를 발명했다.

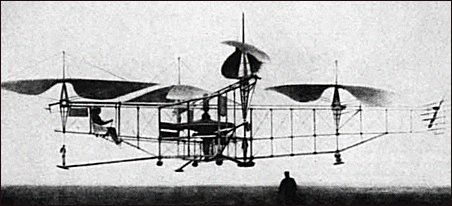
에미션 2호기 (1922년)